# ServiceAKTE
Ulrich Meyer – meine ServiceAKTE (bis 2016: ServiceAKTE) ist ein deutsches Servicemagazin, das vom 14. August 2013 bis zum 19. Oktober 2017 auf Sat.1 Gold ausgestrahlt wird. Moderiert und produziert wurde die Sendung von Ulrich Meyer und seiner Endemol-Tochterfirma METAproductions.Ulrich Meyer – meine ServiceAKTE war ein Ableger von Akte – Reporter kämpfen für Sie.

## Konzept
Das Servicemagazin behandelte vor allem die Themen Verbraucherschutz und Alltagstipps.

## Ausstrahlung
Die Sendung wurde donnerstags um 22:15 Uhr auf Sat.1 Gold gesendet. Moderiert wurde die 40- bis 50-minütige Sendung von Ulrich Meyer, der auf Sat.1 das Mutterformat Akte – Reporter kämpfen für Sie sowie auf Sat.1 Gold weitere Ableger wie SchicksalsAKTE (2013) und GesundheitsAKTE (2013–2017)  präsentierte.
Die ersten zehn Folgen der ServiceAKTE wurden vom 14. August bis zum 16. Oktober 2013 ausgestrahlt. 30 neu bestellte Folgen wurden von 16. April bis zum 19. November 2014 ausgestrahlt. Vom 25. Februar bis zum 24. Juni 2015 sowie vom 11. November bis zum 16. Dezember 2015 wurden 25 neue Folgen ausgestrahlt, gefolgt von einem Weihnachtsspezial am 25. Dezember 2015. Vom 27. April bis zum 8. Juni 2016 sowie vom 16. November bis zum 7. Dezember 2016 gab es elf weitere Folgen. Am 6. April 2017 startet die fünfte und letzte Staffel unter dem neuen Titel Ulrich Meyer – meine ServiceAKTE.